# Gehörrichtige Lautstärke
Unter dem Begriff gehörrichtige Lautstärke oder gehörrichtige Lautstärke-Entzerrung wird beschrieben, wie Schallaufnahmen so wiedergegeben werden, dass sie bei unterschiedlichen Lautstärken einen ähnlichen Höreindruck ergeben.
Die ersten Daten der „gehörrichtigen Lautstärke“ wurden 1933 von Harvey Fletcher und Wilden A. Munson zusammengetragen. Die „psychoakustischen Kurven gleicher Lautstärkepegel“ wurden in ISO-Recommendation R226 (R454) und DIN 45630 Bl.2 (DIN 1318) nach Robinson-Dadson festgelegt. Die aktuellen Daten sind in ISO 226:2003 definiert, sie weichen von den vorherigen Normen ab. Die Änderungen haben ihre Ursache unter anderem darin, dass der Höreindruck subjektiv ist und die Daten, die der Normung zugrunde liegen, durch eine Mittelwertbildung über viele Personen mit unterschiedlichen Höreindrücken gewonnen werden.

## Wahrnehmung unterschiedlicher Lautstärken

Wahrnehmung: Kurven gleicher Lautstärkepegel nach geltender Norm ISO 226:2003

Die Lautstärkewahrnehmung ist stark frequenzabhängig. Die Abhängigkeit der Lautstärkewahrnehmung von der Frequenz fällt darüber hinaus für unterschiedliche Lautstärkepegel unterschiedlich aus.
Im Bild rechts ist die Frequenzabhängigkeit der Lautstärkewahrnehmung für unterschiedliche Lautstärken dargestellt, also welchen Schalldruckpegel Sinustöne unterschiedlicher Frequenz haben müssen, damit sie jeweils gleich laut wahrgenommen werden. Bei einem (wahrgenommenen) Lautstärkepegel von 80 Phon muss zum Beispiel ein 50-Hz-Ton mit ca. 100 dB einen um ca. 20 dB höheren Schalldruckpegel haben als ein gleich laut empfundener 1-kHz-Ton mit ca. 80 dB. Der Schalldruckpegel eines gleich laut empfundenen 10-kHz-Tons liegt mit ca. 92 dB etwa 12 dB über dem des 1-kHz-Tons und etwa 8 dB unter dem des 50-Hz-Tons.

## Prinzip gehörrichtiger Lautstärke-Entzerrung
Ist Musik für einen Original-Lautstärkepegel von 80 Phon abgemischt, klingt sie bei etwa diesem Pegel wie beabsichtigt. Dabei sind die Eigenschaften des Gehörs für diesen Pegel in die Aufnahme eingegangen. Wird diese Aufnahme nun mit einem Lautstärkepegel von nur 40 Phon abgespielt, wirkt sie anders, da die Einstellungen für die 80-Phon-Aufnahme dazu nicht passen. Um einen ähnlichen Klang wie bei der Originalaufnahme zu erzielen, müssen die Bässe und Höhen angehoben werden.
Schaltungen zur gehörrichtigen Lautstärke-Entzerrung, die mit der Loudness-Taste an Verstärkern aktiviert werden, sollen eine entsprechende Korrektur des Frequenzgangs durchführen, um bei Wiedergabe mit niedrigen Lautstärken einen ähnlichen Klang wie bei der Originallautstärke zu erzielen.

## Technische Ausführung
Bei der Wiedergabe von Geräuschen über Lautsprecher oder Kopfhörer soll ein plausibler ausgeglichener Höreindruck vermittelt werden. Wegen der nahezu freien Wahl des Wiedergabepegels entsteht dabei leicht ein unangenehmer Höreindruck, wenn durch die Änderung gegenüber dem Originalpegel eine veränderte Klangfärbung entsteht oder sogar wegen der pegelabhängigen Verdeckung einzelne Klangkomponenten verschwinden.
Um sowohl bei hoch als auch bei niedrig eingestelltem Verstärker eine dem Originalgeräusch entsprechende Wiedergabe aller Frequenzen zu ermöglichen, werden viele Verstärker mit unterschiedlichen Schaltungen ausgerüstet, die eine gehörrichtige Lautstärkeentzerrung bewirken sollen. Dabei wird der Frequenzgang des dargebotenen Geräusches an den Wiedergabepegel angepasst. Gewöhnlich wird diese Funktion durch Drücken einer Taste mit der Bezeichnung loudness oder contour eingeschaltet. Diese Funktion liefert jedoch – insb. bei einfacheren Geräten – nur einen eingeschränkten Nutzen, da die Anpassung meist sehr einfach ausgelegt und die Anwendbarkeit der Kurven gleicher Lautstärkepegel (Isophone) auf komplexe Signale zumindest umstritten ist. Zudem fehlt oft auch eine Anpassung an die jeweilige Musik-/Geräuschart und den Hörort. Hochwertigere Geräte verfügen hingegen meist sowohl über spezifische Auswahlmöglichkeiten für Letzteres als auch über komplexere Schaltungen (u. a. spezielle Akustikprozessoren), womit durchaus eine gute Anpassung ermöglicht wird.
Die Annahme, dass Höhen und Tiefen gleichermaßen angehoben werden müssen, ist ebenfalls umstritten. Im Diagramm nach ISO 226:2003 laufen die Isophonen (Linien gleicher Lautstärke) bei Frequenzen größer als 1 kHz so gut wie alle parallel, daher wäre bei leiser Wiedergabe nur der Pegel der tiefen Frequenzen anzuheben.